# Бирсана (Марамуреш)
Бирсана (рум. Bârsana) — село у повіті Марамуреш в Румунії. Адміністративний центр комуни Бирсана.
Село розташоване на відстані 407 км на північ від Бухареста, 39 км на північний схід від Бая-Маре, 120 км на північ від Клуж-Напоки.

## Населення
За даними перепису населення 2002 року у селі проживали 4270 осіб, з них 4263 особи (99,8%) румунів. Рідною мовою 4266 осіб (99,9%) назвали румунську.